# F. League
Die F. League ist die höchste Futsal-Liga in Japan.

## Geschichte
Die F. League wurde 2007 als professionale Futsal-Liga gegründet. Damals wurde sie gegründet, um die Regionalen Futsal-Meister in einem Wettbewerb antreten zulassen.
Die F. League ist professionell organisiert. Es gibt weder einen Relegations- noch einen Abstiegsplatz in eine zweite Liga.
In jeder Saison müssen alle Mannschaften gegen die anderen Teams dreimal spielen, jeweils einmal zuhause, einmal auswärts und einmal in einen neutralen Sportstätte (meist im Yoyogi-National-Gymnasium). Meistens beginnen die Saisons im August und enden im neuen Jahr im Februar.
Die bestplatzierte Mannschaft nimmt in der folgenden Saison an der AFC Futsal Club Championship teil.

## Meistertitel
| Verein        | Titel | Jahr(e)                                                                                           |
| ------------- | ----- | ------------------------------------------------------------------------------------------------- |
| Nagoya Oceans | 11    | 2007/08, 2008/09, 2009/10, 2010/11, 2011/12, 2012/13, 2013/14, 2014/15, 2015/16, 2017/18, 2018/19 |
| Shriker Osaka | 1     | 2016/17                                                                                           |

## Mannschaften 2019/20
| Franchise           | Stadt     | Spielstätte                         | Gegründet |
| ------------------- | --------- | ----------------------------------- | --------- |
| Agleymina Hamamatsu | Hamamatsu | Hamamatsu-Arena                     | 1996      |
| Bardral Urayasu     | Urayasu   | Urayasu-General-Gymnasium           | 1998      |
| Pescadola Machida   | Machida   | Machida-Municipal-Generel-Gymnasium | 1998      |
| Fuchu Athletic FC   | Fuchū     | Fuchū-Sportcenter                   | 2000      |
| Fugador Sumida      | Sumida    | Sumida-City-Gymnasium               | 2001      |
| Shriker Osaka       | Osaka     | Osaka-Municipal-Central-Gymnasium   | 2002      |
| Vasagey Oita        | Ōita      | Ouzu-Spotpark                       | 2003      |
| Nagoya Oceans       | Nagoya    | Takeda Teva Ocean Arena             | 2006      |
| Shonan Bellmare     | Hiratsuka | Odawara-Arena                       | 2007      |
| Espolada Hokkaido   | Sapporo   | Hokkaido-Präfektur-Sportzentrum     | 2008      |
| Voscuore Sendai     | Sendai    | Sendai-Gymnasium                    | 2012      |
| F.League selection  | Nagoya    | Takeda Teva Ocean Arena             | 2018      |